# Natalis de Wailly
Natalis de Wailly (Mézières, 10 de maio de 1805 — Paris, 4 de dezembro de 1886) foi um paleógrafo, bibliotecário e historiador francês.
Conhecido como o primeiro arquivista dos tempos modernos, criador do princípio do respeito aos fundos,que é o sustentáculo da arquivística contemporânea.